# Xian de Bobai
Le xian de Bobai (博白县 ; pinyin : Bóbái Xiàn) est un district administratif de la région autonome du Guangxi en Chine. Il est placé sous la juridiction de la ville-préfecture de Yulin.

## Démographie
La population du district était de 1 747 800 habitants en 2010.